# Кенеј
Кенеј (грч. Καινεύς) је у грчкој митологији био један од Лапита.

## Етимологија
Име Кенеј или Кајнеј има значење „нов“.

## Митологија
Кенеј је био син Лапита Елата и Хипије или му је отац био Атракс (или Атрант). Одликовао се изузетном снагом и нерањивошћу. Када је настао сукоб између Лапита и кентаура, убио је велики број противника, све док га кентаури нису затрпали стаблима јеле, сабили у земљу и угушили. Према каснијем миту, Кенеј је био рођен као девојчица, Кенида. У њу се био заљубио Посејдон и како би задобио њену љубав, обећао јој је да ће јој испунити једну жељу. Она је пожелела да постане мушкарац, моћан нерањиви ратник. Он је испунио своје обећање. Са Посејдоном је имала децу, Корона, Фока и Пријаса, мада неки извори наводе да је Корона добила као мушкарац. Касније, на Пиритојевој свадби, где су се лапити борили са кентаурима, Кенеј је савладао петорицу кентаура, али су они ипак успели да га угуше дрвећем и камењем. Из те гомиле излетела је птица за коју је пророк Мопс рекао да је преображени Кенеј. Према другој верзији, Кенеј је постао обестан и на тргу је поставио копље, захтевајући од народа да том копљу приносе жртве и да га славе као божанство, те запоставе права божанства. То је изазвало Зевсов гнев који је нахушкао кентауре на њега. Кенеј је учествовао у походу аргонаута и лову на Калидонског вепра. О Кенеју су писали Аполодор, Хесиод, Хигин, Антонин Либерал, Статије, Вергилије у „Енејиди“ и Овидије у „Метаморфозама“.

## Тумачење
Према Роберту Гревсу, овај мит у себи садржи три различита мотива. Први је обичај који је касније забележен и у Албанији да се девојка придружи ратничкој дружини обучена у мушко одело. Ово је изазивало изненађење међу непријатељима када јој открију пол приликом њене погибије. Други је одбијање Лапита да прихвате Хелене као господаре, о чему говори копље пободено да би му се приносиле жртве. Ово копље је изгледа било мајско дрво, које је у вези са енглеском традицијом, пободено у част нове Месечеве Богиње Кениде, или Елате, а којој је посвећена јела. Ипак, Лапиђане су потукли Еолци из Јолка, а уз помоћ својих савезника Кентаура, те их присилили да се покоре њиховом богу Посејдону. При томе су им наметнули, као и у Аргу, обичај да женске племенске поглавице носе лажну браду како би потврдиле своје право да буду војсковође и судије. Због тога је Кенида у миту променила пол. И напокон, трећи мотив је ритуал осликан на посуди за уље, на којој се виде наги мушкарци, наоружани батинама, како туку по глави лик мајке земље, да би, како су веровали, ослободили Кору. Ово је у складу са значењем имена Кенеј, а који представља дух Нове године. Птица која се винула из мртвог тела, према Гревсу је највероватније била кукавица, ако се обред вршио у пролеће.

## Уметност
На атичком црвенофигуралном стамносу из 490-480. п. м. е. који се приписује сликару Клеофраду, приказано је како кентаури побеђују Кенеја. Овај експонат се чува у музеју у Лувру.

## Друге личности
- Према Аполодору и Хигину, син Лапита Корона, који је учествовао у походу аргонаута.[5]
- Према Вергилијевој „Енејиди“, био је Енејин војник у Италији. Убио је Ортигија, а њега је убио Турно.[6]
- Према Статију, био је један од ратника у походу седморице против Тебе. Убио га је Хем.[6]
- Кенеј је такође био надимак бога Зевса, према Аполодору и Овидију. Овај надимак је добио по рту Кенејум у Еубеји где се налазио храм овог бога. За разлику од свих претходно наведених јунака чије се име на латинском пише Caeneus, у овом случају је Cenaeus.[7]